# Domantas Šimkus
Domantas Šimkus (Šiauliai, 10 de febrero de 1996) es un futbolista lituano que juega en la demarcación de centrocampista en el Ħamrun Spartans F. C. de la Premier League de Malta.

## Selección nacional
Tras jugar con la selección de fútbol sub-17 de Lituania, la sub-19 y la sub-21 finalmente debutó con la selección absoluta el 17 de noviembre de 2018. Lo hizo en un partido de la Liga de Naciones de la UEFA 2018-19 contra Rumania que finalizó con un resultado de 3-0 a favor del combinado rumano tras los goles de George Puşcaş, Claudiu Keșerü y Nicolae Stanciu.

## Clubes
| Club                   | País       | Año       | Partidos | Goles |
| ---------------------- | ---------- | --------- | -------- | ----- |
| F. K. Atlantas         | Lituania   | 2016-2018 | 67       | 3     |
| F. C. Žalgiris         | Lituania   | 2018-2020 | 74       | 5     |
| Hapoel Kfar Saba F. C. | Israel     | 2021      | 14       | 0     |
| Səbail F. K.           | Azerbaiyán | 2021-2022 | 26       | 1     |
| N. Š. Mura             | Eslovenia  | 2022-2023 | 16       | 0     |
| FA Šiauliai            | Lituania   | 2023-2025 | 68       | 1     |
| Ħamrun Spartans F. C.  | Malta      | 2025-     | 0        | 0     |

## Palmarés

### Campeonatos nacionales
| Título                | Club           | País     | Año  |
| --------------------- | -------------- | -------- | ---- |
| Copa de Lituania      | F. C. Žalgiris | Lituania | 2018 |
| Supercopa de Lituania | F. C. Žalgiris | Lituania | 2020 |
| A Lyga                | F. C. Žalgiris | Lituania | 2020 |